# 鐵蛋白
鐵蛋白（英語：ferritin）是一种结合铁离子的球狀蛋白质复合物，广泛存在于动植物细胞胞质溶胶中；在人体为重要的铁贮存蛋白，也是一种炎症反应蛋白。铁蛋白由24個蛋白亚基构成，其形成一中空的球形纳米笼子，中央可容纳大约4500个三价铁原子；铁离子主要和羟基和磷酸基团结合，可释放出来供其他含铁蛋白质利用。沒有與鐵離子结合的鐵蛋白稱為脱铁铁蛋白（apoferritin）。
铁蛋白能在所有类型的细胞中表达，是原核生物與真核生物用于儲存鐵離子的主要蛋白質。铁蛋白的主要功能是使鐵離子的儲存維持在溶解状态并且對細胞無害；对于人类来说，它是一个铁缺乏和铁过载的缓冲区。
鐵蛋白的相对分子质量约为450 kDa。脊椎动物的每分子储铁蛋白由表观相对分子质量分别为19 kDA和21 kDa的铁蛋白轻链（L）和铁蛋白重链（H）的两种亚基复合而成，这两种蛋白质亚基的序列同源性约为50%。两栖类动物另外拥有一种铁蛋白中型链（M）。细菌和植物的铁蛋白与脊椎动物的铁蛋白重链最为相似。已在椎实螺（一种腹足动物）中提取出两种储铁蛋白，体细胞铁蛋白及卵黄铁蛋白被区分开来，而一种类似椎实螺体细胞储铁蛋白的额外亚基与珍珠牡蛎的外壳形成有关。雄性及雌性血吸虫（一种寄生虫）中可以各表达出一种铁蛋白。

## 結構
储铁蛋白由24个亚基环绕成空心的球状，內含八條親水性離子通道，與六條疏水性的離子通道，各物種間序列保守性高。在形成的球殼之中，鐵離子和磷酸鹽、氫氧根離子一同形成結晶，與礦物中的水合氧化鐵（Ferrihydrite）具有類似的化學性質，每個鐵蛋白可以儲存約4500個三價鐵離子。

## 次單體特性及分佈[9][10]
哺乳類動物鐵蛋白的次單體有轻链（或稱為肝臟型，L）與重链（或稱為心臟型，H）之分，儘管此二單體高度同源，但其質量與等電點皆不相同，只有重型鐵蛋白才有利用氧氣將二價鐵離子轉為三價鐵離子的能力 ，反應式如下：
4 Fe2+ + O2 + 6 H2O => 4 FeOOH + 8 H+
使鐵離子能順利進入鐵蛋白。所以增加重型次單體，能增加該細胞利用鐵的能力；而輕型次單體多的話，則能增加儲存的效率。
不同的組織也有不同分佈型態，心臟中以重型次單體為主，而肝臟則是輕型次單體較多。而隨著血紅素形成或細胞分裂，會使重型次單體的比例提高。在這之中可以發現，兩基因的表現是可以被體內調控，而輕型與重型次單體能因環境需求作改變，也提供了極具彈性的鐵離子來源。

## 鐵離子釋放[11]
影響鐵離子釋放的因子，與鐵蛋白的鐵含量無關，而是與鐵蛋白的大小與成熟度有關。儲存的鐵離子若要釋放，需要FMNH2、NADH或者維生素C的幫助，使三價鐵離子還原成二價鐵離子，以還原態與與運鐵蛋白結合之後，其後再氧化成三價鐵離子運輸。

## 臨床價值
血清鐵蛋白的參考範圍，一般取男性：30–300 ng/mL (=μg/L) ，女性：30–160 ng/mL (=μg/L)；若人體血清鐵蛋白數值 < 50 ng/mL，可視為缺鐵。

## 延伸閱讀
- 球状蛋白
- 鐵營養